# Live Magic
Live Magic — концертний альбом британського рок-гурту «Queen». Альбом записали під час різних концертів «The Magic Tour», він вийшов 1 грудня 1986 року. Однак він не виходив в Сполучених Штатах до серпня 1996 року. Він отримав сильну критику з боку шанувальників, через велике перероблення багатьох пісень. Наприклад, з «Bohemian Rhapsody» прибрали оперний розділ, з «Tie Your Mother Down» — другий куплет і приспів, а «Is This the World We Created...?», «We Will Rock You» і «We Are the Champions» було зведено до одного куплету і приспіву. У липні 2004 року журнал «Q» включив «Live Magic» в п'ятірку найкращих концертних альбомів гурту.
Більшість виступів записали у Кнебворт-Парку 9 серпня 1986 року, що ознаменувало останній концерт гурту з оригінальним складом.

## Трек-лист
| #     | Назва                                                                               | Автор             | Тривалість |
| ----- | ----------------------------------------------------------------------------------- | ----------------- | ---------- |
| 1.    | «One Vision» (Кнебворт Парк, Стівенедж, Англія; 9 серпня, 1986)                     | Queen             | 5:09       |
| 2.    | «Tie Your Mother Down» (Кнебворт Парк, Стівенедж, Англія; 9 серпня; 1986)           | Браян Мей         | 2:59       |
| 3.    | «Seven Seas of Rhye» (Кнебворт Парк, Стівенедж, Англія; 9 серпня; 1986)             | Фредді Мерк'юрі   | 1:21       |
| 4.    | «A Kind of Magic» (Népstadion, Будапешт, Угорщина; 27 липня; 1986)                  | Роджер Тейлор     | 5:29       |
| 5.    | «Under Pressure» (Népstadion, Будапешт, Угорщина; 27 липня; 1986)                   | Queen, Девід Бові | 3:49       |
| 6.    | «Another One Bites the Dust» (Кнебворт Парк, Стівенедж, Англія; 9 серпня; 1986)     | Джон Дікон        | 5:51       |
| 7.    | «I Want to Break Free» (Кнебворт Парк, Стівенедж, Англія; 9 серпня; 1986)           | Дікон             | 2:40       |
| 8.    | «Is This the World We Created...?» (Стадіон Вемблі, Лондон, Англія; 11 липня; 1986) | Мерк'юрі/Мей      | 1:30       |
| 9.    | «Bohemian Rhapsody» (Кнебворт Парк, Стівенедж, Англія; 9 серпня; 1986)              | Мерк'юрі          | 4:42       |
| 10.   | «Hammer to Fall» (Стадіон Вемблі, Лондон, Англія; 12 липня; 1986)                   | Мей               | 5:20       |
| 11.   | «Radio Ga Ga» (Кнебворт Парк, Стівенедж, Англія; 9 серпня; 1986)                    | Тейлор            | 4:27       |
| 12.   | «We Will Rock You» (Кнебворт Парк, Стівенедж, Англія; 9 серпня; 1986)               | Мей               | 1:33       |
| 13.   | «Friends Will Be Friends» (Кнебворт Парк, Стівенедж, Англія; 9 серпня; 1986)        | Мерк'юрі/Дікон    | 1:09       |
| 14.   | «We Are the Champions» (Кнебворт Парк, Стівенедж, Англія; 9 серпня; 1986)           | Мерк'юрі          | 2:01       |
| 15.   | «God Save the Queen» (Кнебворт Парк, Стівенедж, Англія; 9 серпня; 1986)             | Мей               | 1:19       |
| 49:19 |                                                                                     |                   |            |

## Хіт-паради
| Країна          | Хіт-паради | Хіт-паради | Показники    | Показники |
|                 | Позиція    | Тижнів     | Сертифікації | Продажі   |
| --------------- | ---------- | ---------- | ------------ | --------- |
| Велика Британія | 3          | 44         | Платиновий   | 1.000.000 |
| Австрія         | 13         | 6          | Золотий      | 100.000   |
| Німеччина       | 15         | ?          | Золотий      | 300.000   |
| Нідерланди      | 17         | ?          | ?            | 100.000   |
| Італія          | 22         | ?          | ?            | 100.000   |
| Швейцарія       | 26         | ?          | Платиновий   | 100.000   |
| Японія          | 49         | ?          | ?            | 100.000   |
| Швеція          | 50         | ?          | ?            | ?         |
| Аргентина       | ?          | ?          | Платиновий   | 100.000   |
| США             | –          | ?          | –            | 500.000   |

## Музиканти
- Фредді Мерк'юрі — головний вокал, піаніно
- Браян Мей — гитара, бек-вокал
- Роджер Тейлор — ударні, бек-вокал
- Джон Дікон — бас-гітара, бек-вокал
- Спайк Едні — клавішні, гітар, бек-вокал